# 繆尚
| 姓名         | 繆尚           |
| 時代         | 後漢時代       |
| 生没年       | 〔不詳〕       |
| 字・別号     | 〔不詳〕       |
| 出身地       | 〔不詳〕       |
| 職官         | 河内太守       |
| 爵位・号等   | -              |
| 陣営・所属等 | 張楊→眭固→曹操 |
| 家族・一族   | 〔不詳〕       |

繆 尚（りゅう しょう / きゅう しょう、生没年不詳）は、中国後漢時代末期の武将・政治家。

## 事跡
張楊配下。繆尚が河内太守となった時期は、おそらく張楊が大司馬に任命された建安元年（196年）と思われる（それまでは、張楊自身が河内太守であった）。
建安3年（198年）11月、呂布を支援していた張楊が、曹操に寝返ろうとした楊醜に殺害されてしまったが、張楊の同僚であった眭固が仇を討った。このため繆尚は、同僚の薛洪と共に眭固を新たな主君に擁立した。
建安4年（199年）、眭固は呂布滅亡後の苦境を打開するため、薛洪と繆尚に根拠地の河内射犬城を守らせ、自身は北方へ向かい袁紹に救援を求めようとした。しかし、その途上で曹操軍の迎撃に遭い、眭固は戦死してしまった。その後、曹操軍の董昭が単身使者として射犬に入り薛洪と繆尚を説得すると、2人は開城して降伏した。以後の消息は不明である。
なお、小説『三国志演義』には登場しない。